# Francia ai V Giochi olimpici invernali
La Francia partecipò ai V Giochi olimpici invernali, svoltisi a Sankt Moritz, Svizzera, dal 30 gennaio all'8 febbraio 1948, con una delegazione di 36 atleti impegnati in sette discipline.

## Medagliere

### Per discipline
| Sport      | Oro | Argento | Bronzo | Totale |
| ---------- | --- | ------- | ------ | ------ |
| Sci alpino | 2   | 1       | 2      | 5      |
| Totale     | 2   | 1       | 2      | 5      |

### Medaglie
| Medaglia | Atleta         | Sport      | Evento                   |
| -------- | -------------- | ---------- | ------------------------ |
| Oro      | Henri Oreiller | Sci alpino | Discesa libera maschile  |
| Oro      | Henri Oreiller | Sci alpino | Combinata maschile       |
| Argento  | James Couttet  | Sci alpino | Slalom speciale maschile |
| Bronzo   | Henri Oreiller | Sci alpino | Slalom speciale maschile |
| Bronzo   | James Couttet  | Sci alpino | Combinata maschile       |